# Premier League 2019-2020
Sezonul Premier League 2019-2020 a fost cel de-al 28-lea sezon al Premier League, eșalonul principal de fotbal profesionist din Anglia. Sezonul a început pe 9 august 2019 și urma să se încheie pe 17 mai 2020.
Norwich City, Sheffield United și Aston Villa au fost echipele care au promovat din Championship în sezonul 2018-2019.
La 13 martie în urma unei întâlniri de urgență între Premier League, Football Association, English Football League și Super Liga Feminină s-a decis suspendarea sezonului ca urmare a apariției unor cazuri de COVID-19 în rândul unor jucători și a unor membri ai cluburilor. Suspendarea urma să fie în vigoare până la 4 aprilie. La 19 martie s-a decis extinderea suspendării până la 30 aprilie, însa aceasta a fost extinsă până la mijlocul lunii iunie, ulterior FA fiind de acord să extindă sezonul dincolo de data finală de 1 iunie. La 28 mai cluburile au fost de acord cu repornirea sezonului la data de 17 iunie, cu cele două meciuri restante Manchester City-Arsenal și Aston Villa-Sheffield United, urmând ca la sfârșitul de săptămână următor să aibă loc o etapă completă.
La 4 iunie Premier League a anunțat că li se va permite echipelor să aibă nouă jucători pe banca de rezervă, în loc de șapte ca până acum, și se vor putea efectua cinci înlocuiri pe meci per echipă, în loc de trei.
Ca urmare a acestor modificări sezonul Premier League 2019-2020 se va încheia la data de 25 iulie.
La 25 iunie 2020 Liverpool FC a câștigat titlul de campioană a Angliei cu șapte etape înainte de final după victoria din meciul de pe teren propriu cu Crystal Palace (4-0) și înfrângerea lui Manchester City (1-2) în deplasare contra lui Chelsea. Este cel de-al nouăsprezecelea titlu câștigat de Liverpool, primul după 30 de ani și, totodată, primul din era Premier League.
La 11 iulie 2020, Norwich City a devenit prima echipă care a retrogradat în Championship după înfrângerea cu 4-0 acasă în fața echipei West Ham United, cu trei partide înainte de finalul sezonului. La 26 iulie 2020, Bournemouth și Watford au fost confirmate ca fiind celelalte 2 echipe care au retrogradat din Premier League.

## Echipe
Echipele care au promovat în Premier League în acest sezon, au realizat acest lucru în ordinea următoare: Wolverhampton Wanderers (la 14 aprilie 2018), Cardiff City (la 5 mai 2018) și Fulham care a obținut promovarea după câștigarea finalei din play-offul din Championship contra celor de la Aston Villa.

### Stadioane și orașe
Notă: Tabelul se aranjează în ordine alfabetică.
| Echipa                  | Oraș                | Stadion                    | Capacitate |
| ----------------------- | ------------------- | -------------------------- | ---------- |
| Arsenal                 | Londra              | Emirates Stadium           | 60.260     |
| Aston Villa             | Birmingham          | Villa Park                 | 42.785     |
| Bournemouth             | Bournemouth         | Dean Court                 | 11.329     |
| Brighton & Hove Albion  | Brighton            | Falmer Stadium             | 30.666     |
| Burnley                 | Burnley             | Turf Moor                  | 21.944     |
| Chelsea                 | Londra              | Stamford Bridge            | 41.631     |
| Crystal Palace          | Londra              | Selhurst Park              | 26.047     |
| Everton                 | Liverpool           | Goodison Park              | 39.221     |
| Leicester City          | Leicester           | King Power Stadium         | 32.312     |
| Liverpool               | Liverpool           | Anfield                    | 54.074     |
| Manchester City         | Manchester          | City of Manchester Stadium | 55.017     |
| Manchester United       | Manchester          | Old Trafford               | 74.879     |
| Newcastle United        | Newcastle upon Tyne | St James' Park             | 52.354     |
| Norwich City            | Norwich             | Carrow Road                | 27.244     |
| Sheffield United        | Sheffield           | Bramall Lane               | 32.702     |
| Southampton             | Southampton         | St Mary's Stadium          | 32.384     |
| Tottenham Hotspur       | Londra              | Tottenham Hotspur Stadium  | 62.062     |
| Watford                 | Watford             | Vicarage Road              | 20.400     |
| West Ham United         | Londra              | London Stadium             | 60.000     |
| Wolverhampton Wanderers | Wolverhampton       | Molineux Stadium           | 32.050     |

### Schimbări de antrenori
| Echipa                 | Antrenorul care pleacă | Motivul plecării            | Data plecării     | Poziția în clasament | Antrenorul care vine  | Data numirii      |
| ---------------------- | ---------------------- | --------------------------- | ----------------- | -------------------- | --------------------- | ----------------- |
| Brighton & Hove Albion | Chris Hughton          | Demis                       | 13 mai 2019       | Pre-sezon            | Graham Potter         | 20 mai 2019       |
| Chelsea                | Maurizio Sarri         | A semnat cu Juventus Torino | 16 iunie 2019     | Pre-sezon            | Frank Lampard         | 4 iulie 2019      |
| Newcastle United       | Rafael Benítez         | Final de contract           | 30 iunie 2019     | Pre-sezon            | Steve Bruce           | 17 iulie 2019     |
| Watford                | Javi Gracia            | Demis                       | 7 septembrie 2019 | 20                   | Quique Sánchez Flores | 7 septembrie 2019 |
| Tottenham Hotspur      | Mauricio Pochettino    | Demis                       | 19 noiembrie 2019 | 14                   | José Mourinho         | 20 noiembrie 2019 |
| Arsenal                | Unai Emery             | Demis                       | 29 noiembrie 2019 | 8                    | Mikel Arteta          | 29 noiembrie 2019 |
| Watford                | Quique Sánchez Flores  | Demis                       | 1 decembrie 2019  | 20                   | Nigel Pearson         | 6 decembrie 2019  |
| Everton                | Marco Silva            | Demis                       | 5 decembrie 2019  | 20                   | Carlo Ancelotti       | 21 decembrie 2019 |
| West Ham United        | Manuel Pellegrini      | Demis                       | 28 decembrie 2019 | 17                   | David Moyes           | 29 decembrie 2019 |

## Rezultate

### Clasament
| Loc | Echipă                 | MJ | V  | E  | Î  | GM  | GP | G   | P  | Calificare                                    |
| --- | ---------------------- | -- | -- | -- | -- | --- | -- | --- | -- | --------------------------------------------- |
| 1   | Liverpool              | 38 | 32 | 3  | 3  | 85  | 33 | +52 | 99 | Calificare în faza grupelor Ligii Campionilor |
| 2   | Manchester City        | 38 | 26 | 3  | 9  | 102 | 35 | +67 | 81 | Calificare în faza grupelor Ligii Campionilor |
| 3   | Manchester United      | 38 | 18 | 12 | 8  | 66  | 36 | +30 | 66 | Calificare în faza grupelor Ligii Campionilor |
| 4   | Chelsea                | 38 | 20 | 6  | 12 | 69  | 54 | +15 | 66 | Calificare în faza grupelor Ligii Campionilor |
| 5   | Leicester City         | 38 | 18 | 8  | 12 | 67  | 41 | +26 | 62 | Calificare în faza grupelor Europa League     |
| 6   | Tottenham Hotspur      | 38 | 16 | 11 | 11 | 61  | 47 | +14 | 59 | Calificare în preliminariile Europa League    |
| 7   | Wolverhampton          | 38 | 15 | 14 | 9  | 51  | 40 | +11 | 59 |                                               |
| 8   | Arsenal                | 38 | 14 | 14 | 10 | 56  | 48 | +8  | 56 | Calificare în faza grupelor Europa League     |
| 9   | Sheffield United FC    | 38 | 14 | 12 | 12 | 39  | 39 | 0   | 54 |                                               |
| 10  | Burnley FC             | 38 | 15 | 9  | 14 | 43  | 50 | -7  | 54 |                                               |
| 11  | Southampton            | 38 | 15 | 7  | 16 | 51  | 60 | -9  | 52 |                                               |
| 12  | Everton                | 38 | 13 | 10 | 15 | 44  | 56 | -12 | 49 |                                               |
| 13  | Newcastle United       | 38 | 11 | 11 | 16 | 38  | 58 | -20 | 44 |                                               |
| 14  | Crystal Palace         | 38 | 11 | 10 | 17 | 31  | 50 | -19 | 43 |                                               |
| 15  | Brighton & Hove Albion | 38 | 9  | 14 | 15 | 39  | 54 | -15 | 41 |                                               |
| 16  | West Ham United        | 38 | 10 | 9  | 19 | 49  | 62 | -13 | 39 |                                               |
| 17  | Aston Villa            | 38 | 9  | 8  | 21 | 41  | 67 | -26 | 35 |                                               |
| 18  | AFC Bournemouth        | 38 | 9  | 7  | 22 | 40  | 65 | -25 | 34 | Retrogradare în Championship                  |
| 19  | Watford                | 38 | 8  | 10 | 20 | 36  | 64 | -28 | 34 | Retrogradare în Championship                  |
| 20  | Norwich City           | 38 | 5  | 6  | 27 | 26  | 75 | -49 | 21 | Retrogradare în Championship                  |

### Rezultate meciuri
| Rezultate | ARS | AST | BOU | BHA | BUR | CHE | CRY | EVE | LEI | LIV | MCI | MUN | NEW | NOR | SHU | SOU | TOT | WAT | WHU | WOL |
| --------- | --- | --- | --- | --- | --- | --- | --- | --- | --- | --- | --- | --- | --- | --- | --- | --- | --- | --- | --- | --- |
| ARS       |     | 3-2 | 1-0 | 1-2 | 2-1 | 1-2 | 2-2 | 3-2 | 1-1 | 2-1 | 0-3 | 2-0 | 4-0 | 4-0 | 1-1 | 2-2 | 2-2 | 3-2 | 1-0 | 1-1 |
| AST       | 1-0 |     | 1-2 | 2-1 | 2-2 | 1-2 | 2-0 | 2-0 | 1-4 | 1-2 | 1-6 | 0-3 | 2-0 | 1-0 | 0-0 | 1-3 | 2-3 | 2-1 | 0-0 | 0-1 |
| BOU       | 1-1 | 2-1 |     | 3-1 | 0-1 | 2-2 | 0-2 | 3-1 | 4-1 | 0-3 | 1-3 | 1-0 | 1-4 | 0-0 | 1-1 | 0-2 | 0-0 | 0-3 | 1-1 | 1-2 |
| BHA       | 2-1 | 1-1 | 2-0 |     | 1-1 | 1-1 | 0-1 | 3-2 | 0-2 | 1-3 | 0-5 | 0-3 | 0-0 | 2-0 | 0-1 | 0-2 | 3-0 | 1-1 | 1-1 | 2-2 |
| BUR       | 0-0 | 1-2 | 3-0 | 1-2 |     | 2-4 | 0-2 | 1-0 | 2-1 | 0-3 | 1-4 | 0-2 | 1-0 | 2-0 | 1-1 | 3-0 | 1-1 | 1-0 | 3-0 | 1-1 |
| CHE       | 2-2 | 2-1 | 0-1 | 2-0 | 3-0 |     | 2-0 | 4-0 | 1-1 | 1-2 | 2-1 | 0-2 | 1-0 | 1-0 | 2-2 | 0-2 | 2-1 | 3-0 | 0-1 | 2-0 |
| CRY       | 1-1 | 1-0 | 1-0 | 1-1 | 0-1 | 2-3 |     | 0-0 | 0-2 | 1-2 | 0-2 | 0-2 | 1-0 | 2-0 | 0-1 | 0-2 | 1-1 | 1-0 | 2-1 | 1-1 |
| EVE       | 0-0 | 1-1 | 1-3 | 1-0 | 1-0 | 3-1 | 3-1 |     | 2-1 | 0-0 | 1-3 | 1-1 | 2-2 | 0-2 | 0-2 | 1-1 | 1-1 | 1-0 | 2-0 | 3-2 |
| LEI       | 2-0 | 4-0 | 3-1 | 0-0 | 2-1 | 2-2 | 3-0 | 2-1 |     | 0-4 | 0-1 | 0-2 | 5-0 | 1-1 | 2-0 | 1-2 | 2-1 | 2-0 | 4-1 | 0-0 |
| LIV       | 3-1 | 2-0 | 2-1 | 2-1 | 1-1 | 5-3 | 4-0 | 5-2 | 2-1 |     | 3-1 | 2-0 | 3-1 | 4-1 | 2-0 | 4-0 | 2-1 | 2-0 | 3-2 | 1-0 |
| MCI       | 3-0 | 3-0 | 2-1 | 4-0 | 5-0 | 2-1 | 2-2 | 2-1 | 3-1 | 4-0 |     | 1-2 | 5-0 | 5-0 | 2-0 | 2-1 | 2-2 | 8-0 | 2-0 | 0-2 |
| MUN       | 1-1 | 2-2 | 5-2 | 3-1 | 0-2 | 4-0 | 1-2 | 1-1 | 1-0 | 1-1 | 2-0 |     | 4-1 | 4-0 | 3-0 | 2-2 | 2-1 | 3-0 | 1-1 | 0-0 |
| NEW       | 0-1 | 1-1 | 2-1 | 0-0 | 0-0 | 1-0 | 1-0 | 1-2 | 0-3 | 1-3 | 2-2 | 1-0 |     | 0-0 | 3-0 | 2-1 | 1-3 | 1-1 | 2-2 | 1-1 |
| NOR       | 2-2 | 1-5 | 1-0 | 0-1 | 0-2 | 2-3 | 1-1 | 0-1 | 1-0 | 0-1 | 3-2 | 1-3 | 3-1 |     | 1-2 | 0-3 | 2-2 | 0-2 | 0-4 | 1-2 |
| SHU       | 1-0 | 2-0 | 2-1 | 1-1 | 3-0 | 3-0 | 1-0 | 0-1 | 1-2 | 0-1 | 0-1 | 3-3 | 0-2 | 1-0 |     | 0-1 | 3-1 | 1-1 | 1-0 | 1-0 |
| SOU       | 0-2 | 2-0 | 1-3 | 1-1 | 1-2 | 1-4 | 1-1 | 1-2 | 0-9 | 1-2 | 1-0 | 1-1 | 0-1 | 2-1 | 3-1 |     | 1-0 | 2-1 | 0-1 | 2-3 |
| TOT       | 2-1 | 3-1 | 3-2 | 2-1 | 5-0 | 0-2 | 4-0 | 1-0 | 3-0 | 0-1 | 2-0 | 1-1 | 0-1 | 2-1 | 1-1 | 2-1 |     | 1-1 | 2-0 | 2-3 |
| WAT       | 2-2 | 3-0 | 0-0 | 0-3 | 0-3 | 1-2 | 0-0 | 2-3 | 1-1 | 3-0 | 0-4 | 2-0 | 2-1 | 2-1 | 0-0 | 1-3 | 0-0 |     | 1-3 | 2-1 |
| WHU       | 1-3 | 1-1 | 4-0 | 3-3 | 0-1 | 3-2 | 1-2 | 1-1 | 1-2 | 0-2 | 0-5 | 2-0 | 2-3 | 2-0 | 1-1 | 3-1 | 2-3 | 3-1 |     | 0-2 |
| WOL       | 0-2 | 2-1 | 1-0 | 0-0 | 1-1 | 2-5 | 2-0 | 3-0 | 0-0 | 1-2 | 3-2 | 1-1 | 1-1 | 3-0 | 1-1 | 1-1 | 1-2 | 2-0 | 2-0 |     |

Sursa: Premier League rezultate
1. Echipa gazdă este trecută pe coloana din stânga
2. Culori: Albastru = victorie a echipei gazdă; Galben = egal; Roșu = victorie a echipei oaspete

## Statistici

### Golgheteri
| Loc | Jucător                   | Club                    | Goluri |
| --- | ------------------------- | ----------------------- | ------ |
| 1   | Jamie Vardy               | Leicester City          | 23     |
| 2   | Pierre-Emerick Aubameyang | Arsenal                 | 22     |
| 2   | Danny Ings                | Southampton             | 22     |
| 4   | Raheem Sterling           | Manchester City         | 20     |
| 5   | Mohamed Salah             | Liverpool               | 19     |
| 6   | Harry Kane                | Tottenham Hotspur       | 18     |
| 6   | Sadio Mané                | Liverpool               | 18     |
| 8   | Raúl Jiménez              | Wolverhampton Wanderers | 17     |
| 8   | Anthony Martial           | Manchester United       | 17     |
| 8   | Marcus Rashford           | Manchester United       | 17     |

### Portari cu meciuri fără gol primit
| Loc | Jucător           | Club                    | Meciuri fără gol primit |
| --- | ----------------- | ----------------------- | ----------------------- |
| 1   | Ederson           | Manchester City         | 16                      |
| 2   | Nick Pope         | Burnley                 | 15                      |
| 3   | Alisson becker    | Liverpool               | 13                      |
| 3   | David de Gea      | Manchester United       | 13                      |
| 3   | Dean Henderson    | Sheffield United        | 13                      |
| 3   | Rui Patrício      | Wolverhampton Wanderers | 13                      |
| 3   | Kasper Schmeichel | Leicester City          | 13                      |
| 8   | Martin Dúbravka   | Newcastle United        | 11                      |
| 9   | Vicente Guaita    | Crystal Palace          | 10                      |
| 10  | Ben Foster        | Watford                 | 9                       |
| 10  | Jordan Pickford   | Everton                 | 9                       |
| 10  | Mathew Ryan       | Brighton & Hove Albion  | 9                       |

## Premii

### Premii lunare
| Luna       | Antrenorul lunii    | Antrenorul lunii        | Jucătorul lunii           | Jucătorul lunii   | Golul lunii         | Golul lunii            | Referințe            |
| Luna       | Antrenor            | Club                    | Jucător                   | Club              | Jucător             | Club                   | Referințe            |
| ---------- | ------------------- | ----------------------- | ------------------------- | ----------------- | ------------------- | ---------------------- | -------------------- |
| August     | Jürgen Klopp        | Liverpool               | Teemu Pukki               | Norwich City      | Harvey Barnes       | Leicester City         | [ 34 ] [ 35 ] [ 36 ] |
| Septembrie | Jürgen Klopp        | Liverpool               | Pierre-Emerick Aubameyang | Arsenal           | Moussa Djenepo      | Southampton            | [ 37 ] [ 38 ] [ 39 ] |
| Octombrie  | Frank Lampard       | Chelsea                 | Jamie Vardy               | Leicester City    | Matty Longstaff     | Newcastle United       | [ 40 ] [ 41 ] [ 42 ] |
| Noiembrie  | Jürgen Klopp        | Liverpool               | Sadio Mané                | Liverpool         | Kevin De Bruyne     | Manchester City        | [ 43 ] [ 44 ] [ 45 ] |
| Decembrie  | Jürgen Klopp        | Liverpool               | Trent Alexander-Arnold    | Liverpool         | Son Heung-min       | Tottenham Hotspur      | [ 46 ] [ 47 ] [ 48 ] |
| Ianuarie   | Jürgen Klopp        | Liverpool               | Sergio Agüero             | Manchester City   | Alireza Jahanbakhsh | Brighton & Hove Albion | [ 49 ] [ 50 ] [ 51 ] |
| Februarie  | Sean Dyche          | Burnley                 | Bruno Fernandes           | Manchester United | Matěj Vydra         | Burnley                | [ 52 ] [ 53 ] [ 54 ] |
| Iunie      | Nuno Espírito Santo | Wolverhampton Wanderers | Bruno Fernandes           | Manchester United | Bruno Fernandes     | Manchester United      | [ 55 ] [ 56 ] [ 57 ] |
| Iulie      | Ralph Hasenhüttl    | Southampton             | Michail Antonio           | West Ham United   | Kevin De Bruyne     | Manchester City        |                      |

### Premii anuale
| Premiu                    | Câștigător       | Echipă    |
| ------------------------- | ---------------- | --------- |
| Fotbalistul FWA al anului | Jordan Henderson | Liverpool |